# Bataille de Changde
Guerre sino-japonaise (1937-1945),
Seconde Guerre mondiale
Batailles
Seconde Guerre mondiale : batailles de la Guerre sino-japonaise
- Incident du pont Marco-Polo
- Shanghai
- Taiyuan
- Xinkou
- Pingxingguan
- Taierzhuang
- Xuzhou
- Nankin
  - bataille
  - massacre
- lac Khassan
- Wuhan
- Nanchang
- Khalkhin Gol
- Suixian-Zaoyang
- Changsha (1re)
- Guangxi
- Henan
- Zaoyang-Yichang
- Cent Régiments
- Shanggao
- Sud-Shanxi
- Changsha (2e)
- Pacification du Mandchoukouo
- Changsha (3e)
- Hubei
- Changde
- Ichi-Go
- Changsha (4e)
- Guilin-Liuzhou
- Reconquête chinoise

Guerre du Pacifique
Front d'Europe de l'ouest
Front d'Europe de l'est
Campagnes d'Afrique, du Moyen-Orient et de Méditerranée
Bataille de l'Atlantique
Théâtre américain
La bataille de Changde est une bataille de la seconde guerre sino-japonaise opposant l'Armée impériale japonaise et l'Armée nationale révolutionnaire chinoise dans la ville de Changde dans la province du Hunan. Commençant en novembre et décembre 1943, elle se solde par une victoire chinoise le 5 janvier 1944.
Initialement lancée pour maintenir la pression sur l'armée chinoise du Guomindang et espérer soutenir le front de Birmanie, l'offensive japonaise s'empare rapidement de la ville de Changde avant d'échouer à maintenir ses positions. L'armée impériale se replie le 5 janvier 1944 pour éviter un encerclement.
Cette victoire chinoise est reprise par la presse mondiale de l'époque pour illustrer la résistance de la Chine et l'affaiblissement de l'empire du Japon.

## Déroulement

### L'offensive japonaise
Dès le 2 novembre, la 11ème armée japonaise dirigée par le général Isamu Yokoyama, forte de près de 60 000 hommes, se déploie autour de la ville pour livrer une attaque. L'armée nationale chinoise, forte de 14 corps d'armées et dirigée par Sun Lianzhong, défend Changde et ses alentours. 
Le 4 novembre, l'attaque japonaise est lancée. L'armée impériale s'enfonce vers le sud et pénètre dans les lignes de défense chinoise. Le 16, des parachutistes sont largués dans le district de Taoyuan et participent aux combats. Après de violents combats, la ville tombe au main de l'armée japonaise le 6 décembre. 
Durant le temps de la bataille, des troupes de renforts chinois sont arrivées pour soutenir la retraite, permettant à l'armée nationale chinoise de se replier et de maintenir un front. 

### La contre-offensive chinoise
Le 29 novembre déjà, alors que les combats continuent dans Changde, le 10ème corps d'armée du général Fang Xianjue lance une attaque sur le village de Deshan, repoussant les japonais s'étant enfoncés trop au sud. 
Le 11 décembre, des renforts chinois percent les lignes japonaises et entrent dans la ville, ce qui donne lieu à d'intenses combats maison par maison. Les Chinois coupent alors les lignes de ravitaillement japonaises. À court de vivres et de munitions, les Japonais battent en retraite le 13 décembre. Le 5 janvier 1944, les forces japonaises se sont repliées sur les positions qu'elles occupaient avant l'offensive. 

## Usage d'armes chimiques
Selon des accusés assignés au procès de Khabarovsk, des membres de l'unité 731 larguèrent avant le début des combats, sur ordre du Quartier général impérial, des puces contaminées par la peste. Tout au long de la bataille, l'Armée impériale japonaise eut recours à des armes chimiques lors des affrontements.

## Conséquences

### Pertes

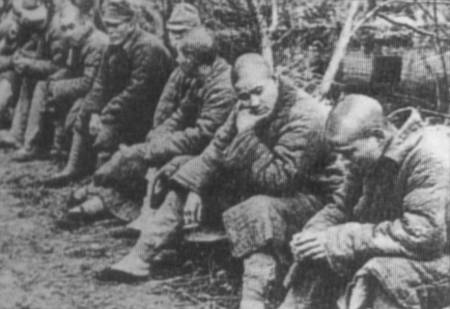
Soldats japonais faits prisonniers à Changde.

Les pertes de la batailles sont difficilement estimables. Les registres japonais s'étendant uniquement jusqu'au 8 décembre revendiquent 1274 morts et 2977 blessés pour l'armée japonaise contre 29 503 morts et 14 025 prisonniers pour l'armée chinoise. Ces chiffres ne comportement donc pas la contre-attaque et sont à prendre avec précaution.
Witold Urbanowicz, un pilote polonais se battant en Chine, a estimé que près de 300 000 civils sont morts pendant cette bataille.

### Impact militaire et politique
La percée japonaise est un échec, l'armée impériale ne parvient pas à s'enfoncer plus profondément dans le territoire chinois. L'objectif initial d'alléger le front birman et de possiblement le soutenir est enterré. 
A l'international, le revers de l'armée japonaise est repris par la presse. Les films du gouvernement américain montrent des troupes chinoises victorieuses avec des prisonniers japonais et des drapeaux et équipements japonais capturés, exposés après la bataille. En outre, un film d'actualités américain intitulé Chinese troops drive Japs from Changteh (Les troupes chinoises chassent les Japonais de Changteh) montre des troupes chinoises en train de tirer, avec des Japonais morts et capturés. Un film d'actualité britannique intitulé Japs Loose Changteh Aka Japs Lose Changte montre des images similaires,.
Le journaliste polonais et futur membre du parti communiste chinois Israel Epstein est témoin de la bataille. 